# Équipe de Guyane de football
Maillots
L'équipe de Guyane de football, connue aussi sous le nom des Yana Dòkò, est une sélection des meilleurs joueurs guyanais sous l'égide de la Ligue de football de la Guyane. Elle est  reconnue par la FIFA mais elle participe aux compétitions de la CONCACAF.

## Histoire

### Les débuts (jusqu'en 1995)

#### Coupe caribéenne des nations 1983
La Guyane accueillit en 1983, à Cayenne, la 4e édition de la Coupe caribéenne des nations, appelée à l'époque Championnat de la CFU, et dont la phase finale fut disputée sous forme de poule finale à 4 équipes. Avec une victoire, un nul et une défaite, la Guyane termina le tournoi à la 3e place - derrière la Martinique (vainqueur) et Trinité-et-Tobago - soit le meilleur résultat de son histoire. C'est jusqu'à présent la seule Coupe caribéenne disputée sur son sol.

#### Coupe caribéenne des nations 1995
Douze ans après l'organisation du Championnat de la CFU, la Guyane participa à sa deuxième phase finale de la Coupe des Caraïbes à l'occasion de l'édition de 1995. Elle accueillit les matches du groupe 2 du tour préliminaire, se retrouvant avec la Martinique, la Guadeloupe et le Suriname. Les quatre équipes finirent avec 4 points et seule une meilleure différence de buts permit aux Guyanais de finir en tête de la poule et d'obtenir le ticket pour la phase finale, organisée conjointement par la Jamaïque et les Îles Caïmans.
Placée dans le groupe A, en compagnie des Îles Caïmans, de Saint-Vincent-et-les-Grenadines et Antigua-et-Barbuda, l'équipe de Guyane finit dernière de sa poule avec un zéro pointé. Elle ne retrouverait plus la phase de groupe d'une Coupe caribéenne des nations jusqu'en 2012.

### Le renouveau (depuis 2012)

#### Coupe caribéenne des nations 2012
Avec la Coupe de l'Outre-Mer et la Coupe caribéenne des nations, la Ligue de football de la Guyane décide d'investir davantage dans sa sélection à l'image du travail réalisé par la Guadeloupe et la Martinique. Le vétéran Jean-Claude Darcheville devient capitaine de l'équipe et des professionnels sont contactés en vue des rencontres caribéennes (Ludovic Baal, Lesly Malouda, Roy Contout, Sloan Privat).
Après une 5e place en Coupe de l'Outre-Mer et une qualification lors du premier tour de qualification de la Coupe caribéenne des nations 2012, l'entraineur Steeve Falgayrettes pose sa démission le 19 octobre 2012, à trois semaines du second tour de qualification de la Coupe caribéenne.
François Louis-Marie et François Mérille sont nommés co-sélectionneurs dans l'urgence et forment un groupe dans la semaine précédant le second tour préliminaire de la Coupe caribéenne des nations. À cette occasion, ils ne peuvent compter que sur deux joueurs venus de l'Hexagone (Laurent Petchy de l'ES Viry-Châtillon et Gary Marigard de l'ES Wasquehal) et doivent se passer des joueurs de l'ASC Le Geldar qui préfèrent se concentrer sur le 7e tour de la Coupe de France. Malgré ces difficultés, les Yana Dòkò parvinrent quand même à se qualifier pour la phase finale du tournoi à Antigua-et-Barbuda, grâce notamment à une victoire 1-0 sur Haïti. Ils ne purent franchir le 1er tour malgré un début tonitruant qui les a vus battre le tenant jamaïcain 2 buts à 1.

#### Coupe caribéenne des nations 2014
Après le tandem François Louis-Marie / François Mérille, un nouveau binôme constitué par Jaïr Karam et Marie-Rose Carême est nommé à la tête de la sélection le 15 novembre 2013. Présente dès le tour préliminaire de qualifications pour la Coupe caribéenne des nations 2014, la Guyane entame son parcours du combattant en disposant facilement de ses trois adversaires (Aruba, Îles Turques-et-Caïques et Îles Vierges britanniques) et se qualifie pour le 1er tour préliminaire. Placée dans le groupe 4, elle a plus de difficultés mais parvient néanmoins à accrocher la 2e place synonyme de qualification pour le tour préliminaire suivant. La situation se répète à l'occasion de ce 2d tour préliminaire disputé au Stade Sylvio Cator de Port-au-Prince, où les Guyanais arrachèrent de nouveau la 2e place - derrière Haïti et après avoir surmonté une défaite contre Saint-Christophe-et-Niévès - qui leur octroya une deuxième qualification d'affilée en phase finale de la Coupe caribéenne des nations.
Pour la phase finale et malgré la volonté affichée du joueur, le FC Metz refuse de laisser Florent Malouda rejoindre les Yana Dòkò tout comme le Stade brestois pour Simon Falette. La Guyane débuta le tournoi en arrachant le nul 1-1 face au tenant du titre, Cuba, avec une égalisation à la dernière minute par le biais de Mickaël Solvi. Cependant Trinidad-et-Tobago s'imposa 4-2 lors du deuxième match et compliqua la situation des Guyanais au classement. Lors de la troisième et dernière journée, malgré une large victoire 4-1 sur Curaçao, les Yanas Dòkò furent relégués à la 3e place du groupe, synonyme d'élimination dès le 1er tour du tournoi régional. 
Classés cinquièmes de cette Coupe caribéenne 2014, les Guyanais gagnèrent le droit de disputer un barrage aller-retour contre le Honduras (5e de la Copa Centroamericana 2014) dont le vainqueur serait le dernier qualifié pour la Gold Cup 2015. Le 25 mars 2015, la Guyane créa la sensation en dominant le Honduras 3-1, avec une prestation remarquée de Sloan Privat qui marqua un doublé pour sa première sélection. Cependant, quatre jours plus tard, le Honduras prit sa revanche en s'imposant nettement 3-0 à San Pedro Sula et s'octroya le dernier ticket pour la Gold Cup grâce à un meilleur score cumulé sur l'ensemble des deux matches (4-3).

#### Gold Cup 2017
Après deux qualifications consécutives aux Coupes caribéennes de 2012 et 2014, les progrès réalisés par l'équipe de Guyane depuis 2012 trouvent leur couronnement fin 2016 puisque les Yana Dòkò se qualifient brillamment pour la Gold Cup 2017, après un succès retentissant par cinq buts à deux sur Haïti, à Port-au-Prince, le 9 novembre 2016, avec un match étincelant de Sloan Privat, auteur d'un triplé. Cette victoire historique leur ouvre la porte à la fois à la phase finale de la Coupe caribéenne des nations 2017 – où ils atteignent la 3e place, égalant leur record de 1983 – et à la sus-citée Gold Cup, compétition où les Guyanais participeront pour la première fois de leur histoire.
Pour leur premier match de Gold Cup, le 7 juillet 2017, dans l'état du New Jersey, les Guyanais s'inclinent 2-4 face au Canada après une réaction d'orgueil de l'équipe qui a marqué deux buts en deux minutes (Roy Contout et Sloan Privat), alors qu'elle était menée de trois buts à une vingtaine de minutes de la fin. Leur deuxième match, quatre jours plus tard, les oppose au Honduras qu'ils tiennent en échec 0-0 malgré le risque de perdre la rencontre sur tapis vert en raison de la présence de Florent Malouda dans le onze de l'équipe. Le couperet tombe le 14 juillet 2017 puisque la CONCACAF déclare Malouda inéligible et donne le match perdu sur tapis vert (0-3). Ce même jour, les Yana Dòkò jouent leur dernier match de poule face au Costa Rica et s'inclinent sans surprise (0-3). Ils sont donc éliminés dès le 1er tour pour leur première participation à ce tournoi continental.

## Résultats

### Parcours en Gold Cup
| Année | Position    |      | Année             | Position |                   | Année | Position          |  | Année | Position |
| 1963  | Non inscrit | 1989 | Non inscrit       | 2007     | Non inscrit       | 2025  | Tour préliminaire |  |       |          |
| 1965  | Non inscrit | 1991 | Tour préliminaire | 2009     | Non inscrit       |       |                   |  |       |          |
| 1967  | Non inscrit | 1993 | Tour préliminaire | 2011     | Non inscrit       |       |                   |  |       |          |
| 1969  | Non inscrit | 1996 | Tour préliminaire | 2013     | Tour préliminaire |       |                   |  |       |          |
| 1971  | Non inscrit | 1998 | Tour préliminaire | 2015     | Tour préliminaire |       |                   |  |       |          |
| 1973  | Non inscrit | 2000 | Tour préliminaire | 2017     | 1er tour          |       |                   |  |       |          |
| 1977  | Non inscrit | 2002 | Non inscrit       | 2019     | Tour préliminaire |       |                   |  |       |          |
| 1981  | Non inscrit | 2003 | Non inscrit       | 2021     | Tour préliminaire |       |                   |  |       |          |
| 1985  | Non inscrit | 2005 | Tour préliminaire | 2023     | Tour préliminaire |       |                   |  |       |          |

### Parcours en Ligue des nations
| Édition   | Ligue | Phase de groupes | Phase de groupes | Phase de groupes | Phase de groupes | Phase de groupes | Phase de groupes | Phase de groupes | Phase finale | Phase finale | Phase finale | Phase finale | Phase finale | Phase finale | Phase finale | Phase finale |
| Édition   | Ligue | Class.           | M                | V                | N                | D                | BM               | BE               | Pays hôte    | Résultat     | M            | V            | N            | D            | BM           | BE           |
| --------- | ----- | ---------------- | ---------------- | ---------------- | ---------------- | ---------------- | ---------------- | ---------------- | ------------ | ------------ | ------------ | ------------ | ------------ | ------------ | ------------ | ------------ |
| 2019-2020 | B     | 2/4              | 6                | 2                | 2                | 2                | 8                | 6                | 2020         | Inéligible   | Inéligible   | Inéligible   | Inéligible   | Inéligible   | Inéligible   | Inéligible   |
| 2022-2023 | B     | 2/4              | 6                | 3                | 2                | 1                | 8                | 8                | 2023         | Inéligible   | Inéligible   | Inéligible   | Inéligible   | Inéligible   | Inéligible   | Inéligible   |
| 2023-2024 | B     | 1/4              | 6                | 3                | 1                | 2                | 10               | 6                | 2024         | Inéligible   | Inéligible   | Inéligible   | Inéligible   | Inéligible   | Inéligible   | Inéligible   |
| 2024-2025 | A     | 6/6              | 4                | 0                | 1                | 3                | 4                | 7                | 2025         | Non qualifié | Non qualifié | Non qualifié | Non qualifié | Non qualifié | Non qualifié | Non qualifié |
| 2026-2027 | B     | /4               |                  |                  |                  |                  |                  |                  | 2027         | Inéligible   | Inéligible   | Inéligible   | Inéligible   | Inéligible   | Inéligible   | Inéligible   |
| Total     | Total | Total            | 22               | 8                | 6                | 8                | 30               | 27               | Total        | Total        | 0            | 0            | 0            | 0            | 0            | 0            |

### Parcours en Coupe caribéenne des nations (1978-2017)
- 1978 : 2e tour préliminaire
- 1979 : Non inscrit
- 1981 : Tour préliminaire
- 1983 : 3e place
- 1985 : Tour préliminaire
- 1988 : Tour Préliminaire
- 1989 : Tour Préliminaire
- 1990 : Tour préliminaire
- 1991 : Tour préliminaire
- 1992 : Tour préliminaire
- 1993 : Tour préliminaire
- 1994 : Tour préliminaire
- 1995 : Phase de groupe
- 1996 : Tour préliminaire
- 1997 : 1er tour préliminaire
- 1998 : Tour préliminaire
- 1999 : 1er tour préliminaire
- 2001 : Non inscrit
- 2005 : 2d tour préliminaire
- 2007 : Non inscrit
- 2008 : Forfait
- 2010 : Non inscrit
- 2012 : Phase de groupe
- 2014 : Phase de groupe
- 2017 : 3e place

### Parcours en Coupe de l'Outre-Mer (2008-2012)
- 2008 : 4e
- 2010 : 5e
- 2012 : 5e

### Palmarès
- Tournoi Black Stars (1) :
  - Vainqueur en 1986[14].
  - Quatrième en 1987

- Coupe caribéenne des nations :
  - Troisième en 1983 et 2017.

## Joueurs

### Anciens joueurs
- Niki Adipi
- Fabrice Awong
- Loïc Baal
- Sylvio Breleur
- Roy Contout
- Jean-Claude Darcheville
- Cédric Fabien
- Gilles Fabien
- Florent Malouda
- Lesly Malouda
- Gary Pigrée

## Sélectionneurs
| Nom                                     | Dates                    |
| --------------------------------------- | ------------------------ |
| Jean-René Chocho                        | ...                      |
| Marie-Rose Carême                       | 2004–2005                |
| Ghislain Zulémaro                       | 2008–2011                |
| Steeve Falgayrettes                     | 2011–octobre 2012        |
| François Louis-Marie / François Mérille | 2012–2013                |
| Jaïr Karam / Marie-Rose Carême          | novembre 2013–avril 2018 |
| Thierry De Neef                         | avril 2018–janvier 2022  |
| Jean-Claude Darcheville                 | janvier 2022–            |